# Yimengita
La yimengita és un mineral de la classe dels òxids, que pertany al grup de la magnetoplumbita. Rep el seu nom de la seva localitat tipus, els monts Yimeng (Yimeng Shan), a la Xina.

## Característiques
La yimengita és un òxid de fórmula química K(Cr,Ti,Fe,Mg)₁₂O19. Va ser aprovada com a espècie vàlida per l'Associació Mineralògica Internacional l'any 1982. Cristal·litza en el sistema hexagonal. La seva duresa a l'escala de Mohs és 4.
Segons la classificació de Nickel-Strunz, la yimengita pertany a «04.CC: Òxids amb relació Metall:Oxigen = 2:3, 3:5, i similars, amb cations de mida mitjana i gran» juntament amb els següents minerals: cromobismita, freudenbergita, grossita, clormayenita, yafsoanita, latrappita, lueshita, natroniobita, perovskita, barioperovskita, lakargiïta, megawita, loparita-(Ce), macedonita, tausonita, isolueshita, crichtonita, davidita-(Ce), davidita-(La), davidita-(Y), landauïta, lindsleyita, loveringita, mathiasita, senaïta, dessauïta-(Y), cleusonita, gramaccioliïta-(Y), diaoyudaoïta, hawthorneita, hibonita, lindqvistita, magnetoplumbita, plumboferrita, haggertyita, nežilovita, batiferrita, barioferrita, jeppeïta, zenzenita i mengxianminita.

## Formació i jaciments
Va ser descoberta al mont Yimeng, a la prefectura de Linyi (Província de Shandong, República Popular de la Xina). També ha estat trobada a Toudaogou (Província de Liaoning, Xina) i a les kimberlites de Sese (Masvingo, Zimbabwe).